# District d'Adur
Pour les articles homonymes, voir Adur.
Le district d'Adur est un district du Sussex de l'Ouest dans la région d'Angleterre du Sud-Est en Angleterre au Royaume-Uni. Le district doit son nom au fleuve côtier Adur. La capitale du district se situe à Shoreham-by-Sea.

## Municipalités du district
- Coombes,
- Kingston by Sea,
- Lancing,
- Sompting,
- Shoreham-by-Sea,
- Southwick.